# Европско првенство у атлетици у дворани 2017 — 3.000 метара за мушкарце
Такмичење у трчању на 3.000 метара у мушкој конкуренцији на 34. Европском првенству у дворани 2017. у Београду одржано је 3. и 5. марта  у Комбанк арени.
Титулу освојену у Прагу 2017. бранио је Али Каја из Турске.

## Земље учеснице
Учествовало је 23 такмичара из 15 земаља.
1. Азербејџан (1)
2. Аустрија (1)
3. Ирска (1)
4. Исланд (1)
5. Италија (2)
6. Немачка (1)
7. Норвешка (2)
8. Турска (3)
9. Србија (1)
10. Уједињено Краљевство (1)
11. Украјина (1)
12. Француска (2)
13. Чешка (1)
14. Шведска (2)
15. Шпанија (3)

## Рекорди
| Рекорди пре почетка Европског првенства 2017. | Рекорди пре почетка Европског првенства 2017. | Рекорди пре почетка Европског првенства 2017. | Рекорди пре почетка Европског првенства 2017. | Рекорди пре почетка Европског првенства 2017. | Рекорди пре почетка Европског првенства 2017. |
| --------------------------------------------- | --------------------------------------------- | --------------------------------------------- | --------------------------------------------- | --------------------------------------------- | --------------------------------------------- |
| Светски рекорд                                | Данијел Комен                                 | Кенија                                        | 7:24,90                                       | Будимпешта, Мађарска                          | 6. фебруар 1998.                              |
| Европски рекорд                               | Серхио Санчез                                 | Шпанија                                       | 7:32,41                                       | Валенсија, Шпанија                            | 13. фебруар 2010.                             |
| Рекорди европских првенстава                  | Али Каја                                      | Турска                                        | 7:38,42                                       | Праг, Чешка                                   | 7. март 2015.                                 |
| Најбољи светски резултат сезоне у дворани     | Рајан Хил                                     | Сједињене Државе                              | 7:40,80                                       | Њујорк, Сједињене Државе                      | 11. фебруар 2017.                             |
| Најбољи европски резултат сезоне у дворани    | Ендру Бучарт                                  | Велика Британија                              | 7:41,05                                       | Њујорк, Сједињене Државе                      | 11. фебруар 2017.                             |

## Најбољи европски резултати у 2017. години
Десет најбољих европских такмичара у трци на 3.000 метара у дворани 2017. године пре почетка првенства (3. марта 2017), имали су следећи пласман на европској и светској ранг листи. (СРЛ)
| 1.  | Ендру Бучарт    | Велика Британија | 7:41,05 | 11. фебруар | 3. СРЛ  |
| 2.  | Морхад Амдоуни  | Француска        | 7:44,55 | 12. фебруар | 8. СРЛ  |
| 3.  | Марк Скот       | Велика Британија | 7:47,57 | 11. фебруар |         |
| 4.  | Адел Мечал      | Шпанија          | 7:48,39 | 7. фебруар  | 17. СРЛ |
| 4.  | Хајле Ибрахимов | Азербејџан       | 7:48,39 | 12. фебруар | 17. СРЛ |
| 6.  | Ли Емануел      | Велика Британија | 7:49,29 | 4. фебруар  | 20. СРЛ |
| 7.  | Мароуан Разине  | Италија          | 7:50,78 | 7. фебруар  | 25. СРЛ |
| 8.  | Рамазан Оздемир | Турска           | 7:52,64 | 17. фебруар | 34. СРЛ |
| 9.  | Ричард Рингер   | Немачка          | 7:53,56 | 1. фебруар  | 36. СРЛ |
| 10. | Ник Гулаб       | Велика Британија | 7:53,82 | 18. фебруар | 37. СРЛ |
|     |                 |                  |         |             |         |
| 41. | Душан Макевић   | Србија           | 8:03,32 | 1. фебруар  |         |

Такмичари чија су имена подебљана учествовали су на ЕП 2017.

## Сатница
| Датум         | Време | Коло          |
| ------------- | ----- | ------------- |
| 3. март 2017. | 18:25 | Квалификације |
| 5. март 2017. | 18:15 | Финале        |

## Квалификациона норма
| дворана | отворено |
| ------- | -------- |
| 8:05,00 | 7:50,00  |

## Освајачи медаља
|                      |                                |                         |
| Адел Мечал · Шпанија | Хенрик Ингебригстен · Норвешка | Рихард Рингер · Немачка |

## Резултати

### Квалификације
Такмичење је одржано 3. марта 2017. године. У финале су се пласирали по 4 првопласирана из 2 квалификационе групе (КВ) и 4 на основу постигнутог резултата (кв).,,
Прва група је стартовала у 18:25 а друга у 18:38.
| Пласман | Група | Атлетичар           | Земља                | ЛР      | ЛРС     | Резултат | Белешка    |
| ------- | ----- | ------------------- | -------------------- | ------- | ------- | -------- | ---------- |
| 1.      | 1     | Јонас Леандерсон    | Шведска              | 7:53,83 | 7:53,83 | 7:54,93  | КВ         |
| 2.      | 1     | Мароуан Разине      | Италија              | 7:50,78 | 7:50,78 | 7:55,17  | КВ         |
| 3.      | 1     | Хенрик Ингебригстен | Норвешка             | 7:45,54 |         | 7:55,26  | КВ         |
| 4.      | 1     | Карлос Мајо         | Шпанија              | 7:54,34 | 7:54,34 | 7:55,58  | КВ         |
| 5.      | 1     | Али Каја            | Турска               | 7:38,42 | 7:55,74 | 7:56,36  | кв         |
| 6.      | 1     | Андреас Војта       | Аустрија             | 7:55,83 | 7:55,83 | 7:56,52  | кв         |
| 7.      | 2     | Хајле Ибрахимов     | Азербејџан           | 7:39,59 | 7:48,39 | 7:57,74  | КВ         |
| 8.      | 2     | Арас Каја           | Турска               | 7:54,63 | 7:54,63 | 7:58,61  | КВ         |
| 9.      | 2     | Рихард Рингер       | Немачка              | 7:46,18 | 7:53,56 | 7:58,77  | КВ         |
| 10.     | 2     | Адел Мечал          | Шпанија              | 7:46,92 | 7:48,39 | 7:58,94  | КВ         |
| 11.     | 1     | Рамазан Оздемир     | Турска               | 7:52,64 | 7:52,64 | 7:59,35  | кв         |
| 12.     | 2     | Јеманеберхан Крипа  | Италија              | 7:57,25 | 7:57,56 | 7:59,76  | кв         |
| 13.     | 2     | Ник Гулаб           | Уједињено Краљевство | 7:53,82 | 7:53,82 | 8:02,49  |            |
| 14.     | 1     | Володимир Китс      | Украјина             | 8:00,01 | 8:03,65 | 8:04,96  |            |
| 15.     | 2     | Мариус Ејре Ведвик  | Норвешка             | 8:02,48 | 8:02,48 | 8:06,69  |            |
| 16.     | 1     | Хорди Торенте       | Шпанија              | 7:57,97 | 7:57,97 | 8:12,51  |            |
| 17.     | 2     | Душан Макевић       | Србија               | 8:03,32 | 8:03,32 | 8:14,34  |            |
| 18.     | 1     | Јакуб Земаник       | Чешка                | 8:03,60 | 8:03,60 | 8:14,50  |            |
| 19.     | 2     | Самир Дахмани       | Француска            | 7:54,47 | 7:54,47 | 8:15,90  |            |
| 20.     | 2     | Хлинур Андресон     | Исланд               | 8:06,69 | 8:06,69 | 8:29,00  |            |
| 21.     | 2     | Стафан Ек           | Шведска              | 7:58,71 | 7:58,71 | 8:56,06  |            |
|         | 2     | Томас Котер         | Ирска                | 7:56,17 | 7:56,17 | Диск.    | чл. 163.3б |
|         | 1     | Морхад Амдоуни      | Француска            | 7:44,55 | 7:44,55 | НС       |            |

Подебљани лични рекорди су и национални рекорди земље коју такмичар представља

### Финале
Такмичење је одржано 5. марта 2017. године у 18:15.
| Пласман | Атлетичар           | Земља      | Резултат | Белешка |
| ------- | ------------------- | ---------- | -------- | ------- |
|         | Адел Мечал          | Шпанија    | 8:00,60  |         |
|         | Хенрик Ингебригстен | Норвешка   | 8:00,93  |         |
|         | Рихард Рингер       | Немачка    | 8:01,01  |         |
| 4.      | Хајле Ибрахимов     | Азербејџан | 8:03,19  |         |
| 5.      | Јонас Леандерсон    | Шведска    | 8:03,91  |         |
| 6.      | Мароуан Разине      | Италија    | 8:04,19  |         |
| 7.      | Јеманеберхан Крипа  | Италија    | 8:05,63  |         |
| 8.      | Карлос Мајо         | Шпанија    | 8:06,15  |         |
| 9.      | Али Каја            | Турска     | 8:08,92  |         |
| 10.     | Андреас Војта       | Аустрија   | 8:09,18  |         |
| 11.     | Рамазан Оздемир     | Турска     | 8:10,99  |         |
| 12.     | Арас Каја           | Турска     | 8:16,36  |         |

### Пролазна времена у финалу
| Дистанца | Атлетичар      | Држава  | Време   |
| -------- | -------------- | ------- | ------- |
| 1.000 м  | Мароуан Разине | Италија | 2:50,68 |
| 2.000 м  | Рихард Рингер  | Немачка | 5:34,25 |